# Consistentie (stofeigenschap)
De consistentie is een maat voor de hoeveelheid toegevoegde vaste stof per eenheid vloeistof in een suspensie.
Het is vergelijkbaar met de concentratie, waarbij de hoeveelheid opgeloste stof per eenheid vloeistof wordt aangegeven.
De consistentie kan worden bepaald door de suspensie te wegen en te zeven. De teruggebleven stof wordt gedroogd en vervolgens kan het gewicht aan niet-opgeloste stof in de suspensie berekend worden.
Deze term wordt veel in de  papierproductie gebruikt, waarbij meestal de hoeveelheid in suspensie zijnde celstofvezels in het proceswater wordt bedoeld.